# البعث والحساب في الإسلام
البعث لغة: هو الإرسال و الإحياء. و اصطلاحا: إحياء الله للموتى، و إخراجهم من قبورهم من أجل الحساب و الجزاء بعد إعادة الأجسام التي أكلها التراب و عودة الأرواح لها. قال تعالى:﴿وَالَّذِينَ يُؤْمِنُونَ بِمَا أُنْزِلَ إِلَيْكَ وَمَا أُنْزِلَ مِنْ قَبْلِكَ وَبِالْآخِرَةِ هُمْ يُوقِنُونَ ۝٤﴾ [البقرة:4].
قال ابن كثير : «البعث وهو المعاد، وقيام الأرواح، والأجساد يوم القيامة».

قال تعالى:﴿يَا أَيُّهَا النَّاسُ إِنْ كُنْتُمْ فِي رَيْبٍ مِنَ الْبَعْثِ فَإِنَّا خَلَقْنَاكُمْ مِنْ تُرَابٍ ثُمَّ مِنْ نُطْفَةٍ ثُمَّ مِنْ عَلَقَةٍ ثُمَّ مِنْ مُضْغَةٍ مُخَلَّقَةٍ وَغَيْرِ مُخَلَّقَةٍ لِنُبَيِّنَ لَكُمْ وَنُقِرُّ فِي الْأَرْحَامِ مَا نَشَاءُ إِلَى أَجَلٍ مُسَمًّى ثُمَّ نُخْرِجُكُمْ طِفْلًا ثُمَّ لِتَبْلُغُوا أَشُدَّكُمْ وَمِنْكُمْ مَنْ يُتَوَفَّى وَمِنْكُمْ مَنْ يُرَدُّ إِلَى أَرْذَلِ الْعُمُرِ لِكَيْلَا يَعْلَمَ مِنْ بَعْدِ عِلْمٍ شَيْئًا وَتَرَى الْأَرْضَ هَامِدَةً فَإِذَا أَنْزَلْنَا عَلَيْهَا الْمَاءَ اهْتَزَّتْ وَرَبَتْ وَأَنْبَتَتْ مِنْ كُلِّ زَوْجٍ بَهِيجٍ ۝٥ ذَلِكَ بِأَنَّ اللَّهَ هُوَ الْحَقُّ وَأَنَّهُ يُحْيِي الْمَوْتَى وَأَنَّهُ عَلَى كُلِّ شَيْءٍ قَدِيرٌ ۝٦ وَأَنَّ السَّاعَةَ آتِيَةٌ لَا رَيْبَ فِيهَا وَأَنَّ اللَّهَ يَبْعَثُ مَنْ فِي الْقُبُورِ ۝٧﴾ [الحج:5–7].
أما الجزاء فهو ما يترتب عن أعمال العباد من ثواب أو عقاب يوم البعث.
قال تعالى:﴿لَيْسَ بِأَمَانِيِّكُمْ وَلَا أَمَانِيِّ أَهْلِ الْكِتَابِ مَنْ يَعْمَلْ سُوءًا يُجْزَ بِهِ وَلَا يَجِدْ لَهُ مِنْ دُونِ اللَّهِ وَلِيًّا وَلَا نَصِيرًا ۝١٢٣ وَمَنْ يَعْمَلْ مِنَ الصَّالِحَاتِ مِنْ ذَكَرٍ أَوْ أُنْثَى وَهُوَ مُؤْمِنٌ فَأُولَئِكَ يَدْخُلُونَ الْجَنَّةَ وَلَا يُظْلَمُونَ نَقِيرًا ۝١٢٤﴾ [النساء:123–124].

## أدلة البعث والجزاء
وقد عني القرآن الكريم بكثرة التذكير به، وأوردة أدلة على تحقيقه، حتى يترسخ الايمان به في القلوب، ويبطل شباهات المنكرين له. ومن هذه الأدلة :
- قياس الأعادة على الابتداء ، فكما أن الله ابتدأ الخلق ولم ينكره أحد من المشركين، فكذلك سيعيدهم بالبعث والنشور كما بدأهم أول مرة.
- قياس البعث على إحياء الأرض بعد موتها  ،قال تعالى:﴿يُخْرِجُ الْحَيَّ مِنَ الْمَيِّتِ وَيُخْرِجُ الْمَيِّتَ مِنَ الْحَيِّ وَيُحْيِي الْأَرْضَ بَعْدَ مَوْتِهَا وَكَذَلِكَ تُخْرَجُونَ ۝١٩﴾ [الروم:19].
- قياس البعث على خلق السماوات والأرض ، قال تعالى:﴿أَوَلَيْسَ الَّذِي خَلَقَ السَّمَاوَاتِ وَالْأَرْضَ بِقَادِرٍ عَلَى أَنْ يَخْلُقَ مِثْلَهُمْ بَلَى وَهُوَ الْخَلَّاقُ الْعَلِيمُ ۝٨١ إِنَّمَا أَمْرُهُ إِذَا أَرَادَ شَيْئًا أَنْ يَقُولَ لَهُ كُنْ فَيَكُونُ ۝٨٢ فَسُبْحَانَ الَّذِي بِيَدِهِ مَلَكُوتُ كُلِّ شَيْءٍ وَإِلَيْهِ تُرْجَعُونَ ۝٨٣﴾ [يس:81–83].